# Сеговина
Сеговина (хорв. Segovina) — населений пункт у Хорватії, в Вараждинській жупанії у складі міста Лудбрег.

## Населення
Населення за даними перепису 2011 року становило 37 осіб.
Динаміка чисельності населення поселення:

## Клімат
Середня річна температура становить 10,16 °C, середня максимальна – 24,02 °C, а середня мінімальна – -5,84 °C. Середня річна кількість опадів – 805 мм.
| Клімат поселення                              | Клімат поселення | Клімат поселення | Клімат поселення | Клімат поселення | Клімат поселення | Клімат поселення | Клімат поселення | Клімат поселення | Клімат поселення | Клімат поселення | Клімат поселення | Клімат поселення | Клімат поселення |
| Показник                                      | Січ.             | Лют.             | Бер.             | Квіт.            | Трав.            | Черв.            | Лип.             | Серп.            | Вер.             | Жовт.            | Лист.            | Груд.            |                  |
| Середній максимум, °C                         | 5,83             | 7,46             | 11,82            | 15,81            | 20,87            | 24,02            | 23,17            | 22,63            | 18,55            | 13,74            | 8,37             | 4,02             |                  |
| Середня температура, °C                       | 0,00             | 1,63             | 5,98             | 9,98             | 15,05            | 18,18            | 19,96            | 19,41            | 15,32            | 10,52            | 5,13             | 0,80             |                  |
| Середній мінімум, °C                          | −5,84            | −4,2             | 0,14             | 4,14             | 9,21             | 12,34            | 16,72            | 16,19            | 12,10            | 7,29             | 1,91             | −2,42            |                  |
| Норма опадів, мм                              | 41               | 42               | 51               | 62               | 72               | 92               | 82               | 78               | 76               | 71               | 79               | 59               |                  |
| Середньомісячна швидкість вітру, м/с          | 2.22             | 2.47             | 2.80             | 2.72             | 2.50             | 2.29             | 2.20             | 2.00             | 2.05             | 2.12             | 2.29             | 2.29             |                  |
| Середньомісячна сонячна радіація, кДж/м²·день | 4039             | 6792             | 10583            | 15032            | 19213            | 21081            | 21833            | 19082            | 14073            | 8791             | 4551             | 3276             |                  |
| --------------------------------------------- | ---------------- | ---------------- | ---------------- | ---------------- | ---------------- | ---------------- | ---------------- | ---------------- | ---------------- | ---------------- | ---------------- | ---------------- | ---------------- |
| Джерело:                                      |                  |                  |                  |                  |                  |                  |                  |                  |                  |                  |                  |                  |                  |